# Штюрмер, Юрий Александрович
Ю́рий Алекса́ндрович Штю́рмер (22 февраля 1930, Москва, СССР — 19 мая 2003, Москва, Российская Федерация) — советский и российский спортсмен, мастер спорта СССР по спортивному туризму, автор книг и пособий по туризму. Организатор работы по развитию туризма в стране. Заслуженный путешественник России.

## Биография
Родился 22 февраля 1930 года в Москве.
С 1949 года начал заниматься туризмом. Работал на ГПЗ-1, старшим инструктором в Московском городском клубе туристов на Рабочей улице, с 1962 года в Центральном совете по туризму, где был старшим инструктор-методист, заведующим отделом, начальник управления, а также под председательством В. Ф. Шимановского курировал Центральную секцию массовых видов туризма — горного, пешего, лыжного и спелео. Был руководителем первых самодеятельных походов на Восточном Кавказе, Центральном Тянь-Шане (район ледников Семёнова, Мушкетова, Баянкол), а также на Западном Кавказе, в Крыму, на Карпатах, на Кольском полуострове, на Южном, Северном и Приполярном Урале, как и на Алтае, Кодаре и Удокане в Саянах, на Камчатке и в Якутии. Устраивал путешествия в горах, а также пешком и лыжах, в байдарках и плотах. На Кольский полуостров, Кавказ, Алтай совершал путешествия по нескольку раз. Был участником в экспедициях Центрального совета по туризму и экскурсиям по исследованию, изучению и разработке туристских маршрутов, которые предлагались другим самодеятельным туристам.
В 1954 году окончил Московский инженерно-экономический институт.
В 1957 году окончил школу младших инструкторов, а 1958 году — сбор старших инструкторов при ЦС ДСО «Спартак».
Работал инструктором на туристских базах в Ново-Мелково, Цей, Селигер, Чемал. Проводил занятия в школах и на семинарах по подготовке общественных инструкторов и инструкторов туристских баз в Москве, Вильнюсе, Свердловске, на Алтае, в Карпатах.
В 1960 году получил звание мастера спорта СССР.
С 1965 года — ответственный секретарь Центральной маршрутно-квалификационной комиссии.
В 1964 году окончил МГУ имени М. В. Ломоносова.
Автор 20 методических и учебных пособий и книг по различным вопросам спортивного и планового туризма.
Похоронен на 26-м участке Введенского кладбища в Москве.

## Награды
- «За активную работу по туризму и экскурсиям»[1]
- «За заслуги в развитии туризма и экскурсий»[1]
- «Заслуженный путешественник России».[1]

## Сочинения
- Штюрмер Ю. А. По Архангельской области. — М.: Физкультура и спорт, 1967. — 104 с. — (По родным просторам). — 25 000 экз.
- Штюрмер Ю. А. Кодар, Чара, Удокан: Северное Забайкалье / Художник Л. Н. Калиткин. — М.: Физкультура и спорт, 1969. — 112 с. — (По родным просторам). — 15 000 экз.
- Штюрмер Ю. А. Охрана природы и туризм. — М.: Физкультура и спорт, 1974. — 104 с. — 50 000 экз.
- Штюрмер Ю. А. Туристу — об охране природы. — М.: Профиздат, 1975. — 104 с. — 30 000 экз.
- Карманный справочник туриста [печатный текст] / Штюрмер, Юрий Александрович, Автор (Author); Штюрмер, Юрий Александрович, Составитель (Compiler); Царенко, И.М., Редактор (Editor); Суима, А., Художник (Artist); Тертышников, А., Художник (Artist); Вовнобой, В., Художник (Artist). - 2-е издание, с изменениями и дополнениями. - Москва : Профиздат, 1982. - 222, [2] с.: ил., таблицы; 17 см.- 150000 экземпляров.-   (В переплёте) : 1 р.
- Штюрмер Ю. А. Опасности в туризме, мнимые и действительные. — 2-е изд., перераб. и доп. — М.: Физкультура и спорт, 1983. — 144 с. — 75 000 экз. Архивировано 2 марта 2013 года.
- Краткий справочник туриста / Автор-сост. Ю. А. Штюрмер. — 3-е изд. с изм. и доп. — М.: Профиздат, 1985. — 272 с.